# Kamov Ka-8
El Kamov Ka-8 "Irkutyanin" (en ruso: Ка-8 "Иркутянин") era un pequeño helicóptero ultraligero soviético, de un único asiento, dotado con un motor M-76 de 27 CV, capaz de proporcionar 45 CV utilizando alcohol como combustible. Realizó su primer vuelo en 1945. Fue el precursor del Ka-10 y pionero en el uso de los famosos rotores coaxiales, un tipo de configuración que es característica de los helicópteros producidos por Kamov. Su diseñador fue el ingeniero aeronáutico soviético Nikolái Kamov, director de la OKB-938.

## Especificaciones
Referencia datos: Aviastar.org

### Características generales
- Tripulación: 1 piloto
- Longitud: 3,7 m
- Diámetro rotor principal: 5,7 m
- Altura: 2,5 m
- Peso vacío: 183 kg
- Peso cargado: 275 kg
- Planta motriz: 1×  M-76 de pistón.
  - Potencia: 26 CV

### Rendimiento
- Velocidad crucero (Vc): 80 km/h
- Techo de vuelo: 250 m

### Desarrollos relacionados
- Kamov Ka-10